# Street Cents
Street Cents a fost un serial de televiziune canadian transmis inițial de CBC Television între 1989 și 2006.

## Piloto
În 1988, CBC Halifax criou um pilot para o show que se tornaria Street Cents. O titlu de lucru pentru o program pentru Money Penny.

## Distribuție
- Jamie Bradley ... Ele mesmo și chef de BuyCo: sezoanele 1, 3 și 5
- Benita Ha ... Benita
- Brian Heighton ... Ken Pompadour
- Chris Lydon ...
- Jonathan Torrens ... Jonathan

### Convidados da temporada final
- Gelareh Darabi
- Allie Dixon
- Eli Goree

### Membrii listei
- Colleen Hammill
- Demore Barnes
- Rachael Clark
- Kim D'Eon
- Anna Dirksen
- Andrew Bush
- Eli Goree
- Duane Hall
- Darryl Kyte
- Tania Rudolph
- Michael Scholar, Jr.
- Connie Walker
- Denise Wong
- Riva Di Paola
- Darrien Genereux